# 7 Words
«7 Words» es la séptima canción de Adrenaline, el álbum debut de la banda estadounidense de metal alternativo Deftones.
Se lanzó en 1995, como el primer sencillo del álbum.

## Video musical
El vídeo musical de la canción fue filmado en 1995. El rodaje tuvo lugar en el Cattle Club y por toda la ciudad de Sacramento, California.

## Lista de canciones
| CD Promo |                                                  |          |  |
| N.º      | Título                                           | Duración |  |
| 1.       | «7 Words (Clean Album Version)»                  | 3:43     |  |
| 2.       | «7 Words (Album Version)»                        | 3:43     |  |
| 3.       | «Please, Please, Please, Let Me Get What I Want» | 2:14     |  |